# Benedikt Wagner
Benedikt Wagner (Bonn, 14 de junio de 1990) es un deportista alemán que compite en esgrima, especialista en la modalidad de sable.
Ganó dos medallas en el Campeonato Mundial de Esgrima, oro en 2014 y bronce en 2015, y siete medallas en el Campeonato Europeo de Esgrima entre los años 2011 y 2019.
Participó en dos Juegos Olímpicos de Verano, ocupando el cuarto lugar en Tokio 2020 y el quinto en Londres 2012, en la prueba por equipos.

## Palmarés internacional
| Campeonato Mundial | Campeonato Mundial      | Campeonato Mundial | Campeonato Mundial |
| Año                | Lugar                   | Medalla            | Prueba             |
| ------------------ | ----------------------- | ------------------ | ------------------ |
| 2014               | Kazán (Rusia)           | Medalla de oro     | Sable por equipos  |
| 2015               | Moscú (Rusia)           | Medalla de bronce  | Sable por equipos  |
| Campeonato Europeo |                         |                    |                    |
| Año                | Lugar                   | Medalla            | Prueba             |
| 2011               | Sheffield (Reino Unido) | Medalla de plata   | Sable por equipos  |
| 2012               | Legnano (Italia)        | Medalla de bronce  | Sable por equipos  |
| 2014               | Estrasburgo (Francia)   | Medalla de bronce  | Sable por equipos  |
| 2015               | Montreux (Suiza)        | Medalla de oro     | Sable por equipos  |
| 2016               | Toruń (Polonia)         | Medalla de oro     | Sable individual   |
| 2018               | Novi Sad (Serbia)       | Medalla de bronce  | Sable por equipos  |
| 2019               | Düsseldorf (Alemania)   | Medalla de oro     | Sable por equipos  |